# Кеті Бауман

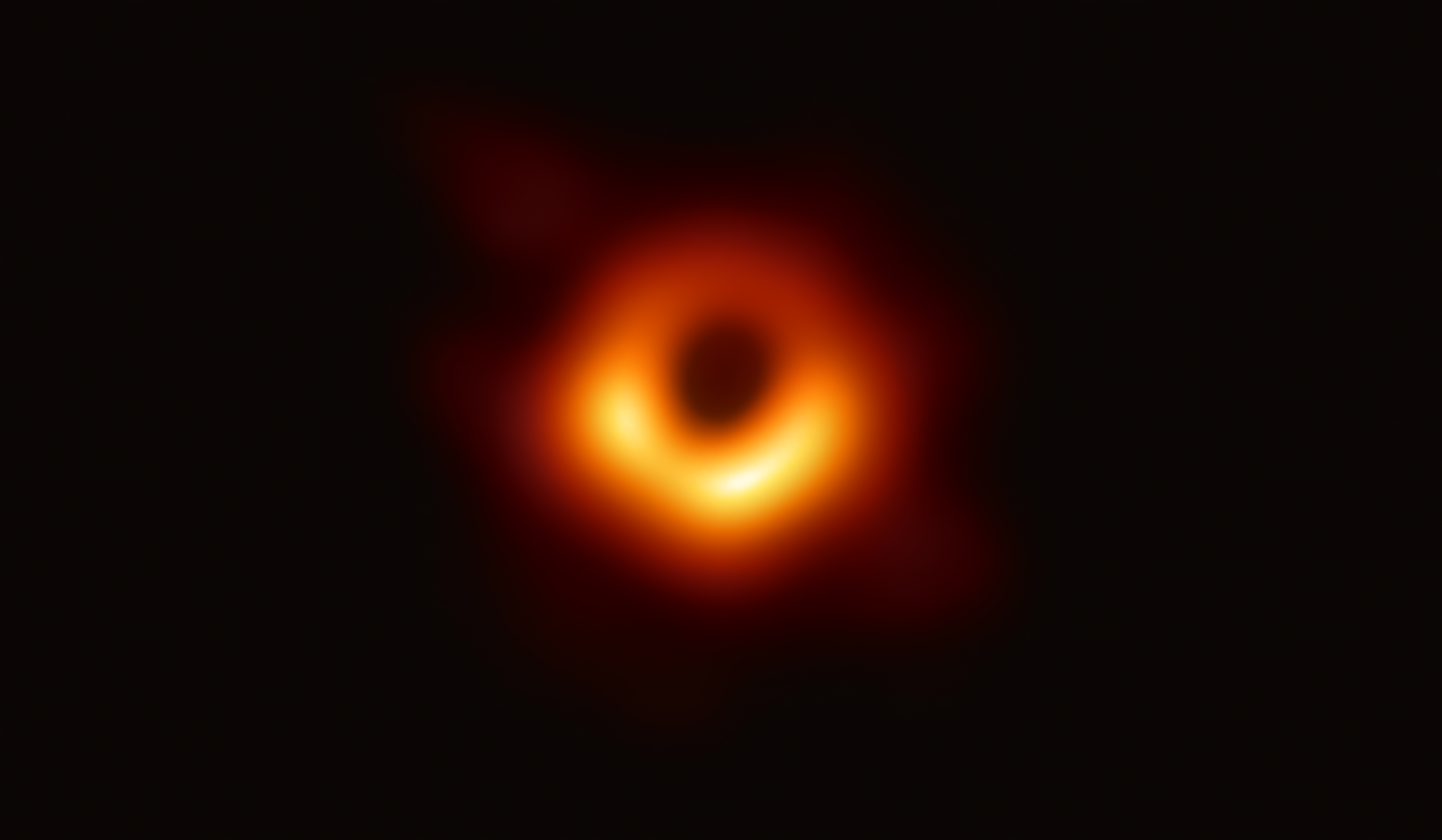
Перше зображення чорної діри, отримане у рамках проекту «Event Horizon Telescope», і опубліковане у квітні 2019 року

Кетрін Луїз Бауман, Кеті Боуман (англ. Katherine Louise Bouman, Katie Bouman) — американська науковиця, доцентка кафедри комп'ютерних наук в Каліфорнійському технологічному інституті, дослідниця обчислювальних методів візуалізації. Вона розробила алгоритм, що зробив можливим першу візуалізацію чорної діри у рамках проекту «Event Horizon Telescope».

## Раннє життя та освіта
Кеті Бауман виросла у місті Вест-Лафайєт, штат Індіана, і закінчила школу 2007 року. Навчаючись у школі, вона провела дослідження з професорами університету Пердью. Того ж року вона вперше дізналася про проект «Event Horizon Telescope».
Бауман вивчала електротехніку в Мічиганському університеті і закінчила його із відзнакою 2011 року. Вона отримала ступінь магістра електротехніки в Массачусетському технологічному інституті, де також закінчила докторантуру. Бауман була членкинею обсерваторії Haystack Массачусетського технологічного інституту. Отримала стипендію Національного наукового фонду. Її магістерська робота «Estimating Material Properties of Fabric through the observation of Motion» (укр. Оцінка властивостей матеріалу тканини шляхом спостереження за рухом) була відзначена премією Ернста Гіймена (англ. Ernst Guillemin Award) за найкращу магістерську роботу. Бауман приєдналася до Гарвардського університету як докторант команди проекту «Event Horizon Telescope». 2016 року Бауман виступила з доповіддю на TEDx «Як сфотографувати чорну діру» (англ. How to Take a Picture of a Black Hole), в якій пояснила алгоритми, які використовуватиме команда. 2017 року захистила докторську дисертацію з електротехніки та інформатики захистила в MIT.

## Дослідження та кар'єра
Бауман розробила алгоритм, відомий як «Continuous High-resolution Image Reconstruction» (укр. безперервна реконструкція зображення з високою роздільною здатністю), використовуючи «Patch priors», або CHIRP. Саме цей алгоритм використали для отримання зображення надмасивної чорної діри всередині ядра галактики Мессьє 87.
Бауман була відповідальною у MIT за алгоритм, який використовувався при створенні перших зображень чорної діри, опублікованих у квітні 2019 року, забезпечуючи підтримку обчислень для вивчення загальної теорії відносності в режимі сильного поля. Бауман висловила думку, що чорні діри залишають тінь на тлі гарячого газу. Алгоритм машинного навчання заповнює прогалини в даних, отриманих телескопами з усього світу. Бауман очолила роботу з «перевірки зображень і вибору параметрів зображення» для проекту «Event Horizon Telescope».
2019 року Бауман приєдналася до Каліфорнійського технологічного інституту як доцентка. Вона працює над новими системами обчислювальної візуалізації.